# Рудольфіо
«Рудольфіо» (рос. «Рудольфио») — російський радянський короткометражний художній фільм 1969 року, дипломна робота режисера Дінари Асанової за мотивами однойменного оповідання  Валентина Распутіна. Виробництво кіностудії «Ленфільм».

## Зміст
Фільм про дівчинку-підлітка Іо, якій сподобався дорослий сусід на ім’я Рудольф. Вона перша зав'язала з ним знайомство, вона підлаштовувала все більш часті зустрічі з ним, стала несподівано приходити до нього в гості і дзвонити по телефону. Вона з'єднала їхні імена разом, вийшло Рудольфіо, хотіла, щоб її називали тільки так. Та йому не потрібна була ця двозначна дружба, тому він пояснив їй, що їм краще припинити спілкування.

## Ролі
- Олена Наумкіна — Іо
- Юрій Візбор — Рудольф
- Інга Будкевич — мати Іо
- Євгенія Уралова — епізод
- Віктор Шульгин — епізод

## Знімальна група
- Автор сценарію і режисер-постановник: Дінара Асанова
- Оператор-постановник: Микола Покопцев
- Композитор: Євген Крилатов
- Художник-постановник: Андрій Вагін
- Звукооператор: Е. Казанська
- Монтажер: Гюльсюм Субаєва

## Цікаві факти
- Фільм піддався скорочень під тиском Головного управління художньої кінематографії - зокрема, була повністю вилучена сцена прогулянки берегом моря, «як суперечить моральної ідеї фільму» (фрагмент сцени можна побачити в документальному фільмі про Дінару Асанову «Дуже вас всіх люблю»).
- Существуют ещё две экранизации этого рассказа:  Валентина Куклева (ВДІК) (1969) і телевізійний фільм Тетяни Преснякової (1991).
- Фільм знімався в Литві, в місті Вільнюс, недавно побудованому мікрорайоні Жирмунай.